# Pyratula ebroensis
Pyratula ebroensis är en tvåvingeart som beskrevs av Chandler och Blasco-zumeta 2001. Pyratula ebroensis ingår i släktet Pyratula och familjen platthornsmyggor.
Artens utbredningsområde är Spanien. Inga underarter finns listade i Catalogue of Life.